# Agawam (Massachusetts)
Die Town of Agawam ist eine US-amerikanische Stadt im Hampden County, Massachusetts. Das U.S. Census Bureau hat bei der Volkszählung 2020 eine Einwohnerzahl von 28.692 ermittelt. Obwohl sie den Namen Town in ihrem Namen trägt, wird sie seit 1973 als eine City verwaltet. Agawam ist Teil der Metropolregion von Springfield. Der Freizeitpark Six Flags New England befindet sich auf dem Stadtgebiet.

## Geschichte
Am 15. Mai 1636 kaufte William Pynchon von den örtlichen Pocomtuc-Indianern Land auf beiden Seiten des Connecticut River, bekannt als Agawam, das das heutige Springfield, Chicopee, Longmeadow und West Springfield in Massachusetts, umfasste. Der Name Agawam beruht auf einer Indianersiedlung, welche diesen Namen trug. Der Kaufpreis für das Land bestand aus 10 Mänteln, 10 Hacken, 10 Beilen, 10 Messern und 10 Klafter Wampum. Agawam und West Springfield trennten sich 1757 von Springfield, um zur Gemeinde West Springfield zu werden. Agawam und West Springfield trennten sich wiederum im Jahr 1800. Agawam wurde am 17. Mai 1855 als Town gegründet.

## Demografie
Nach einer Schätzung von 2019 leben in Agawam 28.613 Menschen. Die Bevölkerung teilt auf in 93,4 % Weiße, 2,2 % Afroamerikaner, 1,9 % Asiaten und 2,2 % mit zwei oder mehr Ethnizitäten. Hispanics oder Latinos aller Ethnien machten 5,4 % der Bevölkerung aus. Das mittlere Haushaltseinkommen lag bei 68.944 US-Dollar und die Armutsquote bei 7,9 %.